# مت بوچر (بازیکن فوتبال)
مت بوچر (انگلیسی: Matt Butcher؛ زادهٔ ۱۴ مهٔ ۱۹۹۷) بازیکن فوتبال اهل بریتانیا است.
از باشگاه‌هایی که در آن بازی کرده‌است می‌توان به باشگاه فوتبال ووکینگ، باشگاه فوتبال گوسپورت بورو، باشگاه فوتبال پول تاون، و باشگاه فوتبال ای‌اف‌سی بورنموث اشاره کرد.